# Zloba
Zloba (en rus: Злоба) és un poble de la República de Komi, a Rússia, segons el cens del 2010 tenia 6 habitants.